# Pinara cana
Pinara cana är en fjärilsart som beskrevs av Francis Walker 1855.
Pinara cana ingår i släktet Pinara och familjen ädelspinnare. Inga underarter finns listade i Catalogue of Life.